# Original (canção de Sia)
"Original" é uma música co-escrita e interpretada por Sia para a trilha sonora do filme Dolittle (2020). O single foi lançado em 10 de janeiro de 2020.